# Tumeneia
El Tumeneia o Tuc dera Humenèja es una montaña de los Pirineos con una altitud 2783 metros,  está situado en el límite de las comarcas de la Alta Ribagorza y el Valle de Arán, las dos en la provincia de Lérida.

## Descripción
El Tumeneia está situado en la Sierra del Tumeneia, sierra en el límite de los municipios del Alto Arán (Valle de Arán) y Valle de Bohí (Alta Ribagorza), en esta sierra se encuentran los picos de la Punta d'Harlé (2893 m), Pa de Sucre (2863 m) y el Tuc de Monges (2707 m).
En la vertiente norte del pico se encuentra el Lago de Mar situado en el valle del río Valarties. En la vertiente sur del pico se encuentran los lagos glaciares del Estany de Tumeneia de Dalt y el Estany de Tumeneia de Baix, lagos que alimentan el embalse de Cavallers, todos ellos situados dentro del Parque nacional de Aiguas Tortas y Lago de San Mauricio.

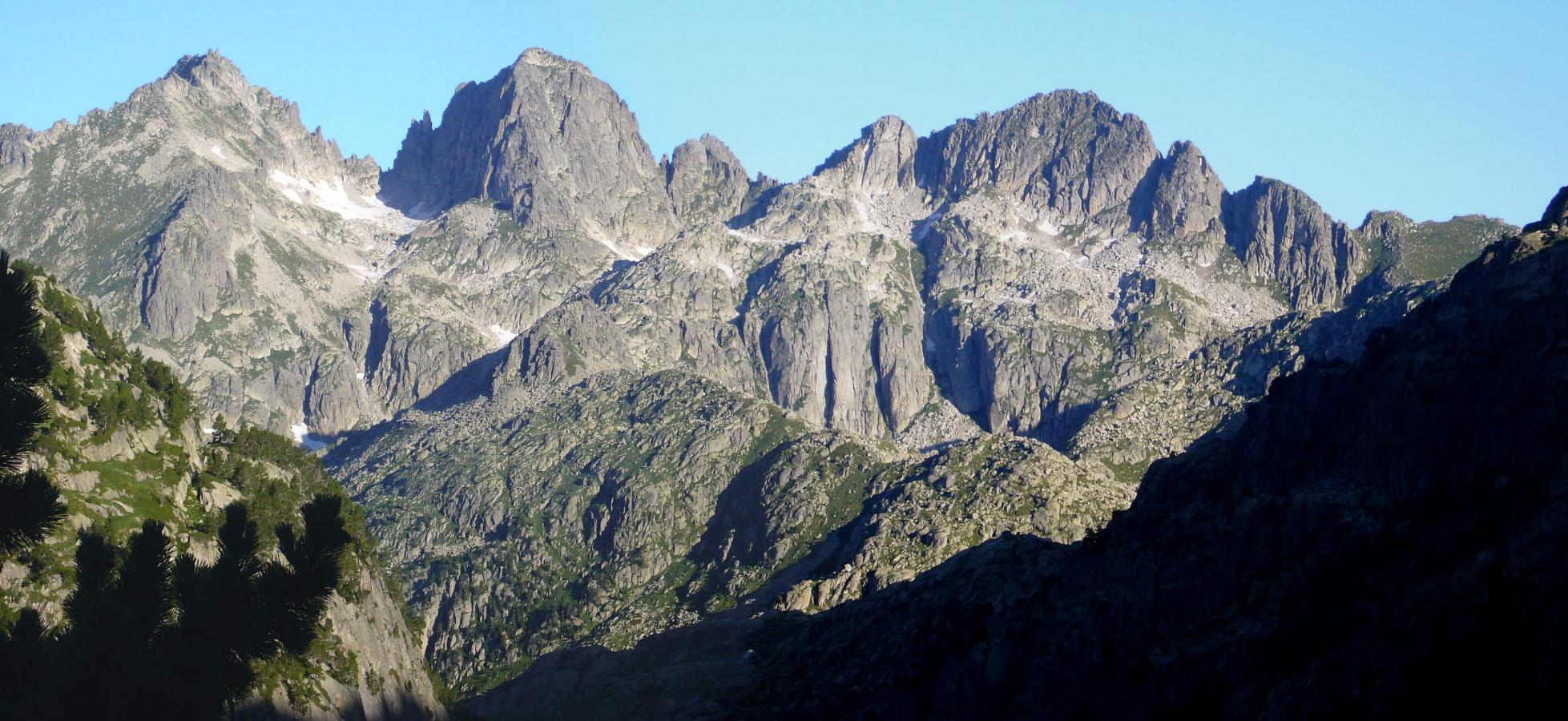
Vista de la Punta d'Harlé, Pa de Sucre y Tumeneia en la Sierra de Tumeneia